# Szent György-templom (Riga)
A Szent György-templom (lettül: Svētā Jura baznīca) korábbi templomépület Riga óvárosában, a Skārņu utca 10/16. szám alatt. Az épület ma nemzeti építészeti műemlék, és a Díszítőművészeti és Design Múzeumnak ad otthont.

## Története
A Szent György-templom Riga egyik legrégebbi kőépülete, amely a 13. század elejéről származik. A Szent György-templom története 1199-ig nyúlik vissza, amikor III. Ince pápa keresztes hadjáratot hirdetett a balti pogányok ellen. Az Albert von Buxthoeven püspök által alapított Riga elképzelhetetlen volt a két vár nélkül: ezek lettek a püspöki vár és a Kardtestvérek rendjének vára. A Kardtestvérek vára a Szent György-kastély, udvara pedig a Szent György-udvar nevet viseli. Mivel a Kardtestvérek vallásos emberek voltak, nem nélkülözhették a saját kápolnájukat, és a történelmi források szerint a kastélyban 1208 óta létezett kápolna, ez a z épületkomplexum déli szárnyában helyezkedett el, és a lovagok védőszentje, Szent György tiszteletére szentelték fel. A jelenlegi épület a Kardtestvérek rendjének mestereinek, később a Német Lovagrendhez tartozó Livóniai rend mestereinek és a rigai komturnak épült. Ez az egyetlen része a kastélynak, amelyet 1297-ben a rend ellen harcoló rigaiak nem romboltak le. A vár déli része viszonylag épen maradt, benne a Szent György-templom (1208-tól a Szent György-kápolna, 1225-től a templom), 1330 után pedig a Szentlélek Hospitálisok temploma. A régi várnak ez a része is megmaradt a mai napig. 
Az épület három különálló részből állt: az szentélyből, amelyet félköríves apszis koronázott, az egykor boltozattal fedett, kétboltozatos hajóból, valamint a toronnyal fedett narthexből. A kis ablakok kívülről nehezen megközelíthető magasságban helyezkedtek el. A 15. század végén az előcsarnokot rokkantak számára kialakított menedékházzá alakították át. A 16. század elején, a reformáció hatására a polgárok megpróbáltak megszabadulni az érsek uralmától, és Riga számos templomát feldúlta a csőcselék. 1554-ben a Szent György-templom harangját eltávolították, és a városi tanács raktárnak adta bérbe az egykori imateremet. A gyülekezeti termet úgy alakították át, hogy falakkal több részre osztották és közbenső padlókat építettek be. Ez volt az épület történetének új szakaszának kezdete.
Egy újabb tűzvész után, a 17. században a kórust az oltárral és a narthexszel összekötő nyílást elpusztították. A 18. század elején a raktárak falába M. Merkli szobrászművész színes galambokat – a raktárak emblémáit – ábrázoló kőkoszorúkat épített. A mai napig csak egy maradt fenn ezekből, a többit az idők folyamán átalakították. A raktárakat a galambok színei után fehér, barna és kék galamb raktáraknak nevezték.
Az épületet raktárként használták, amíg 1981-1988 között fel nem újították, és össze nem olvasztották a szomszédos épületekkel, majd 1989-ben itt alakították ki a Díszítőművészeti és Design Múzeumot.

## Építészeti jellemzői
A román stílusú épület körülbelül 48 méter hosszú. A belső tér több szintre oszlik, amelyeket nagy fagerendák borítanak. A tetőtérben csörlők találhatók, melyeket egykor az áruk beemelésére használtak. A falak mészkőből, részben törmelékből, a részletek pedig téglából készültek. A tetőszerkezeten fennmaradtak a régi, eredeti cserepek.

## Fordítás
- Ez a szócikk részben vagy egészben  a   Rīgas Svētā Jura baznīca című lett Wikipédia-szócikk ezen változatának fordításán alapul.  Az eredeti cikk szerkesztőit annak laptörténete sorolja fel. Ez a jelzés csupán a megfogalmazás eredetét és a szerzői jogokat jelzi, nem szolgál a cikkben szereplő információk forrásmegjelöléseként.